# Mato Grosso (Rio de Contas)
Mato Grosso (originalmente Santo Antônio de Mato Grosso, por influência jesuíta) é o nome de um povoado situado no município brasileiro de Rio de Contas, no estado da Bahia, cuja instalação remonta ao começo do século XVIII e hoje constitui-se em atração turística da cidade.
É chamado de Povoado Português, e como tal tornou-se atração turística, tanto por sua história e características preservadas quanto por ter ao longo dos séculos mantido a consanguinidade entre seus moradores, sobretudo aqueles da família Mafra.

## Histórico
Ali foi criada a primeira Freguesia do sertão baiano, no ano de 1710, com nome de Santo Antônio do Mato Grosso. No vilarejo, situado a cerca de dezoito quilômetros do centro histórico da cidade, foi erguida a Igreja de Santo Antônio, construção que sofreu muitas mutilações ao longo dos séculos, descaracterizando-a, sobretudo após um desabamento ocorrido na década de 1940. Sua construção, segundo a tradição local, decorreu do pagamento de uma promessa por um milagre ocorrido pela intercessão do santo.
Em 1987 foi levada a energia elétrica e com isto muitos dos costumes e tradições foram se perdendo ou sofrendo alterações, com a influência externa.

## Características gerais
O povoado, com ruas ainda com calçamento de pedras preservado, está localizado na região sudoeste da Chapada Diamantina, a uma altitude de 1 500 m (ponto mais alto da Serra do Barbalho), possuindo em 2022 cerca de mil e duzentos habitantes.
A população mantém vivo o costume dos quintais e, sendo essencialmente formada por agricultores, neles efetuar o cultivo das hortaliças de consumo familiar (um dos costumes galegos), sendo grande produtora de tangerinas, tanto para a sede do município quanto para o vizinho Livramento do Brumado, e também na produção de café e flores (estas especialmente no período de inverno).

## Consanguinidade e consequências
O costume local do casamento entre primos, mantendo assim os laços consanguíneos, perdurou como uma regra entre os moradores até tempos recentes, quando o maior intercâmbio veio alterando a tradição. A grande maioria é da família Mafra, mas há também os Freire, Oliveira e Silva.
Seus habitantes vieram de Portugal quando da descoberta do ouro no leito do rio Brumado, ou portugueses que estavam sobretudo em Minas Gerais na atividade do garimpo, no começo do século XVIII. Os colonos, assim, ocuparam o então chamado "Pouso dos Crioulos" habitado então por quilombolas onde hoje está a cidade de Rio de Contas e presume-se que a presença dos negros tenha reforçado o isolamento dos moradores em não "se misturarem", embora esta suposição não tenha embasamento científico: de fato, os remanescentes de quilombos da cidade desde o fim da escravidão mantém boas relações com os moradores de Mato Grosso.
O sobrenome Mafra, segundo a pesquisadora Nereida Mafra quando de seu doutoramento em Portugal, não foi encontrado na localidade de Mafra qualquer ligação entre moradores de lá com a migração para aquela parte do sertão baiano. Ela, contudo, identificou nos fenótipos femininos ligações com a população galega: "estatura mediana, pele branca, cabelo e olhos claros", além de outros pontos em comum, na arquitetura e linguística (como a substituição do "V" pelo "B" em palavras como "bassoura"), costumes e outros.
A existência de doenças congênitas é alta, em razão da consanguinidade, sendo comuns os casos de fibrose cística, anemia falciforme e de fenilcetonúria. 